# Stamboom George van Hannover (1683-1760)
Dit is de stamboom van George van Hannover (1683-1760).
| Stamboom George van Hannover (1683-1760)                                               | Stamboom George van Hannover (1683-1760) | Stamboom George van Hannover (1683-1760)                                               | Stamboom George van Hannover (1683-1760)                                             | Stamboom George van Hannover (1683-1760)                                             |
| -------------------------------------------------------------------------------------- | --- | -------------------------------------------------------------------------------------- | ------------------------------------------------------------------------------------ | ------------------------------------------------------------------------------------ |
| Grootouders                                                                            | Ernst August van Brunswijk-Lüneburg (1629-1698) x 1658 Sophia van de Palts (1630-1714) | Ernst August van Brunswijk-Lüneburg (1629-1698) x 1658 Sophia van de Palts (1630-1714) | George Willem van Brunswijk-Lüneburg (1624-1705) x Eleonora van Olbreuze (1639-1722) | George Willem van Brunswijk-Lüneburg (1624-1705) x Eleonora van Olbreuze (1639-1722) |
| Ouders                                                                                 | George I van Hannover (1660-1727) x 1682 Sophia Dorothea van Zelle (1666-1726) | George I van Hannover (1660-1727) x 1682 Sophia Dorothea van Zelle (1666-1726)         | George I van Hannover (1660-1727) x 1682 Sophia Dorothea van Zelle (1666-1726)       | George I van Hannover (1660-1727) x 1682 Sophia Dorothea van Zelle (1666-1726)       |
| George II van Hannover (1683-1760) x 1705 Caroline van Brandenburg-Ansbach (1683-1737) | |                                                                                        |                                                                                      |                                                                                      |
| Kinderen                                                                               | Frederik (1707-1751) x 1736 Augusta van Saksen-Gotha (1719-1772) | Anna (1709-1759) x 1734 Willem IV van Oranje-Nassau (1711-1751)                        | Anna (1709-1759) x 1734 Willem IV van Oranje-Nassau (1711-1751)                      | 2 zoons 4 dochters                                                                   |
| Kleinkinderen                                                                          | Augusta (1737-1813) George III (1738-1820) Eduard August (1739-1767) Elisabeth Caroline (1740-1759) Willem Hendrik (1743-1805) Hendrik Frederik (1745-1790) Louisa Anne (1749-1750) Frederik Willem (1750-1765) Carolina Mathilde (1751-1775) | nn (1735) nn (1739) Carolina (1743-1787) Anna (1746) Willem V (1748-1806)              | nn (1735) nn (1739) Carolina (1743-1787) Anna (1746) Willem V (1748-1806)            | ?                                                                                    |